# Stagno di Platamona
Lo stagno di Platamona è, per estensione e per rilevanza della biodiversità, una delle più importanti zone umide del nord Sardegna. Ai sensi della "Direttiva del Consiglio relativa alla conservazione degli habitat naturali e seminaturali e della flora e della fauna selvatiche" n. 92/43/CEE è stato classificato come sito di importanza comunitaria (SIC ITB010003). Inoltre, un'area più vasta, estesa per circa 250 ha che ricomprende lo stagno stesso, è stata dichiarata "oasi permanente di protezione faunistica e di cattura" con D.A. della Regione Autonoma della Sardegna n. 18 del 31.01.1996.

## Ubicazione
Lo stagno di Platamona è situato nel settore nord-occidentale della Sardegna ed è prospiciente il litorale sabbioso di Platamona, che fa parte del golfo dell'Asinara; è lungo circa tre chilometri, ha una larghezza massima di 250 metri ed una superficie di 95 ettari. Il suo asse principale è parallelo alla linea di costa dalla quale dista circa 600 metri. Nella zona centrale le due sponde si avvicinano notevolmente (50 metri circa), formando una strozzatura che divide lo stagno in due branche pressoché uguali sia per forma che per estensione.

## Geomorfologia
Morfologicamente quello di Platamona può essere considerato un tipico stagno retrodunale: la sua origine è imputabile all'occlusione di vari corsi d'acqua, provenienti dal fosso di Buddi-Buddi, operato dalle dune sabbiose in corrispondenza della foce. Lo sbocco naturale dello stagno si trova nella sua estremità occidentale, ma non vi è nessun diretto contatto con il mare, in quanto dopo qualche centinaio di metri lo stretto canale si arresta e le acque filtrano attraverso le dune. Ne consegue quindi che le sue acque sono nettamente dolci.
Il regime pluviometrico è caratterizzato da un'altezza di precipitazione di circa 600 mm/anno ed una concentrazione delle piogge nelle stagioni invernale e autunnale; in tali periodi intorno allo stagno si formano estese aree paludose mentre nella stagione estiva, sia a causa dell'elevato deficit idrico che di un marcato livello di evapotraspirazione, il livello si abbassa notevolmente e in molti punti il fondo pantanoso rimane coperto solo da pochi centimetri d'acqua.
Il bacino imbrifero si estende per circa 31 km²; esso drena terreni composti essenzialmente da calcareniti grossolane e marni arenacee del Miocene. Solo la parte più settentrionale del bacino, dove è situato lo stagno, è costituito da alluvioni quaternarie della piana costiera formata dal rimaneggiamento di sabbie eoliche antiche sulle quali si impostano regosuoli e suoli alluvionali.

## Galleria d'immagini

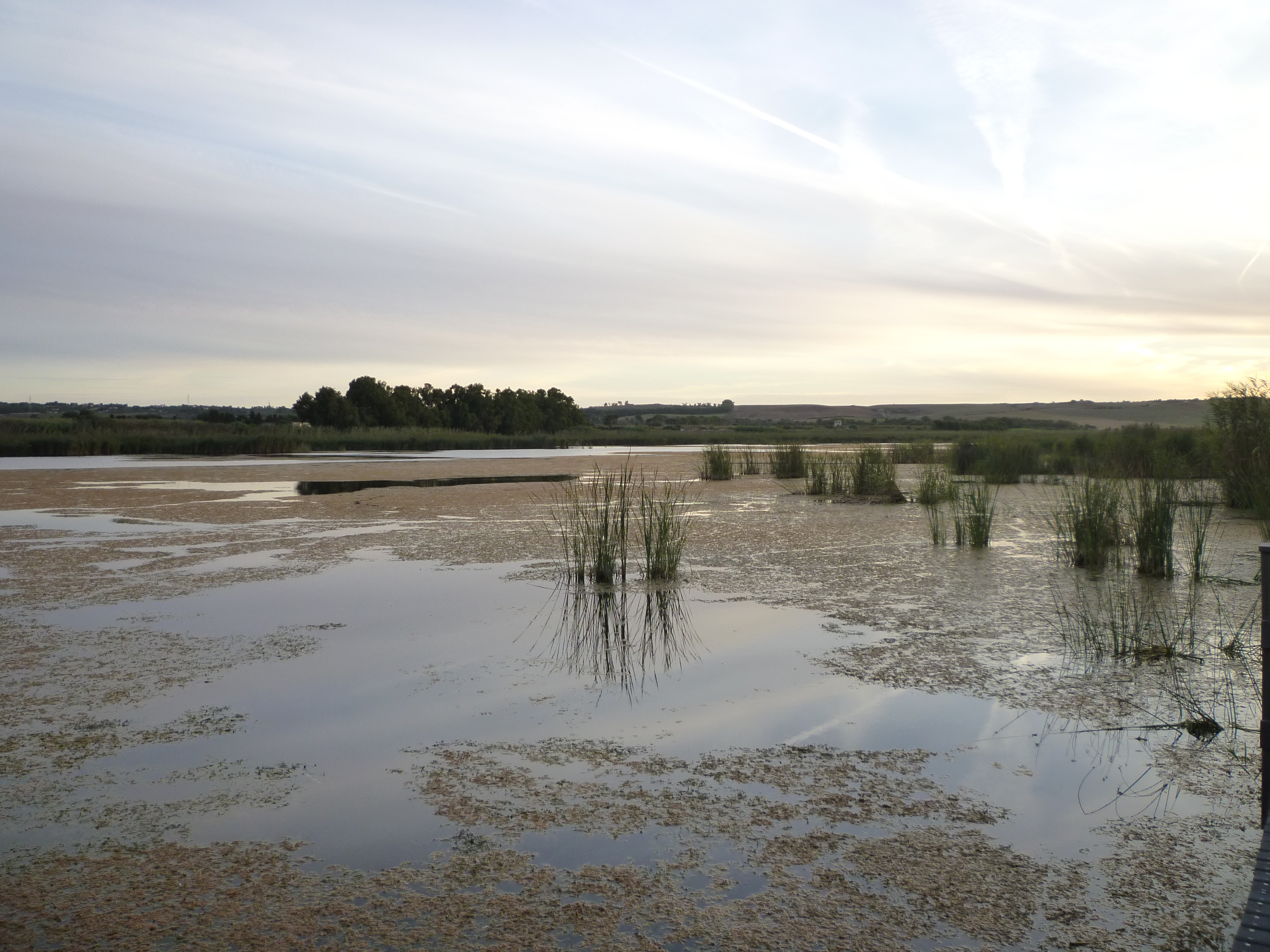
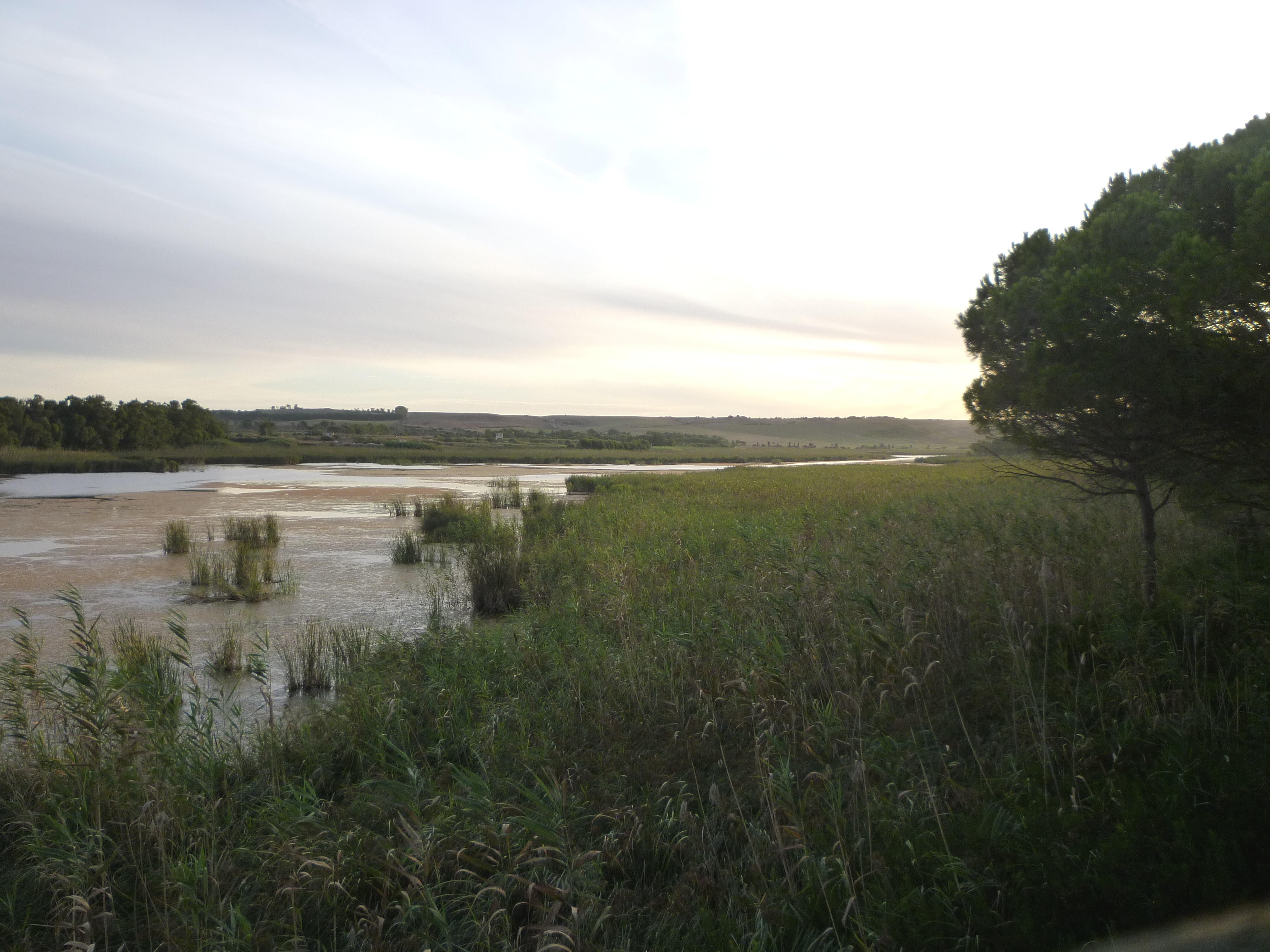
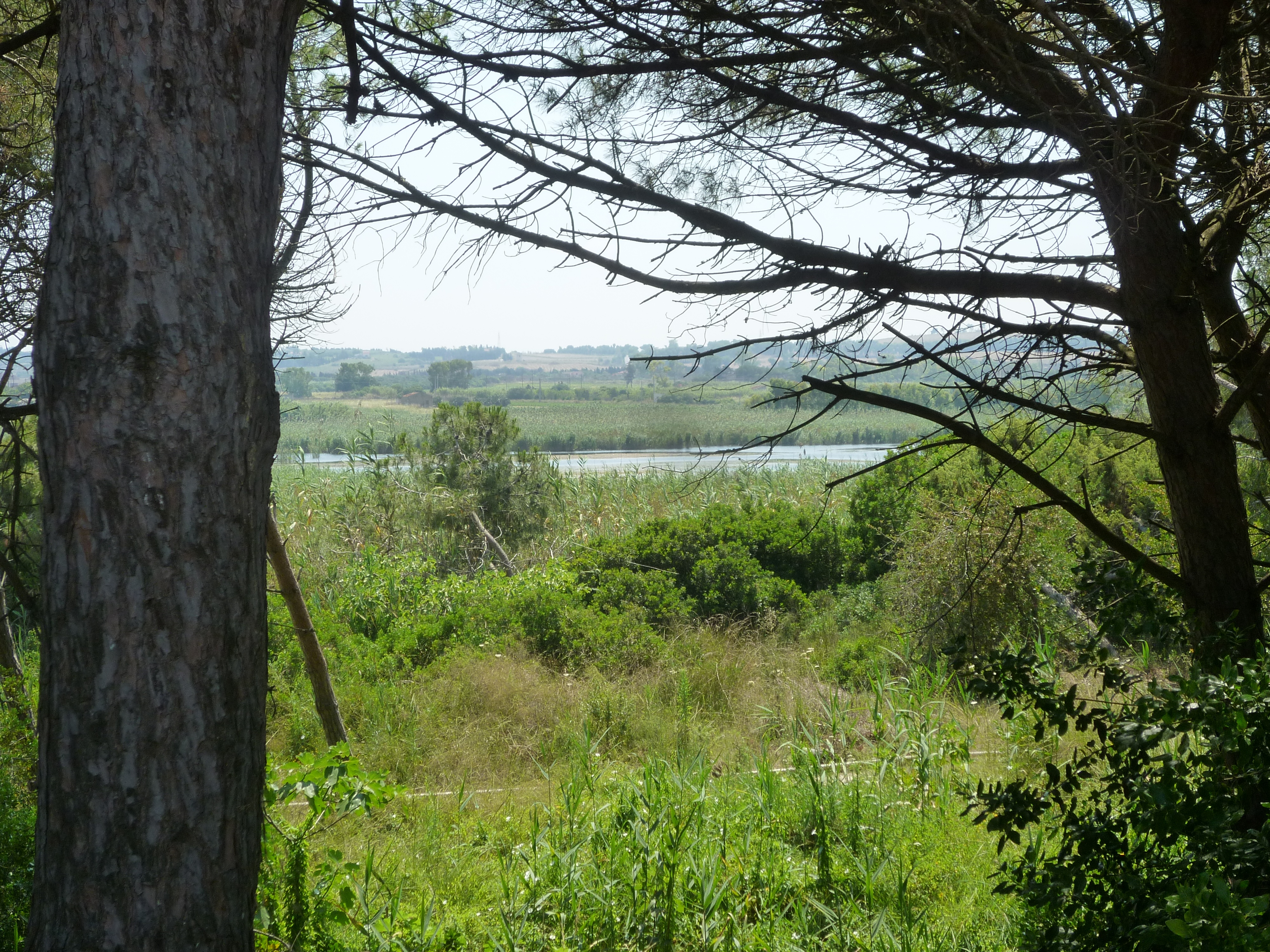
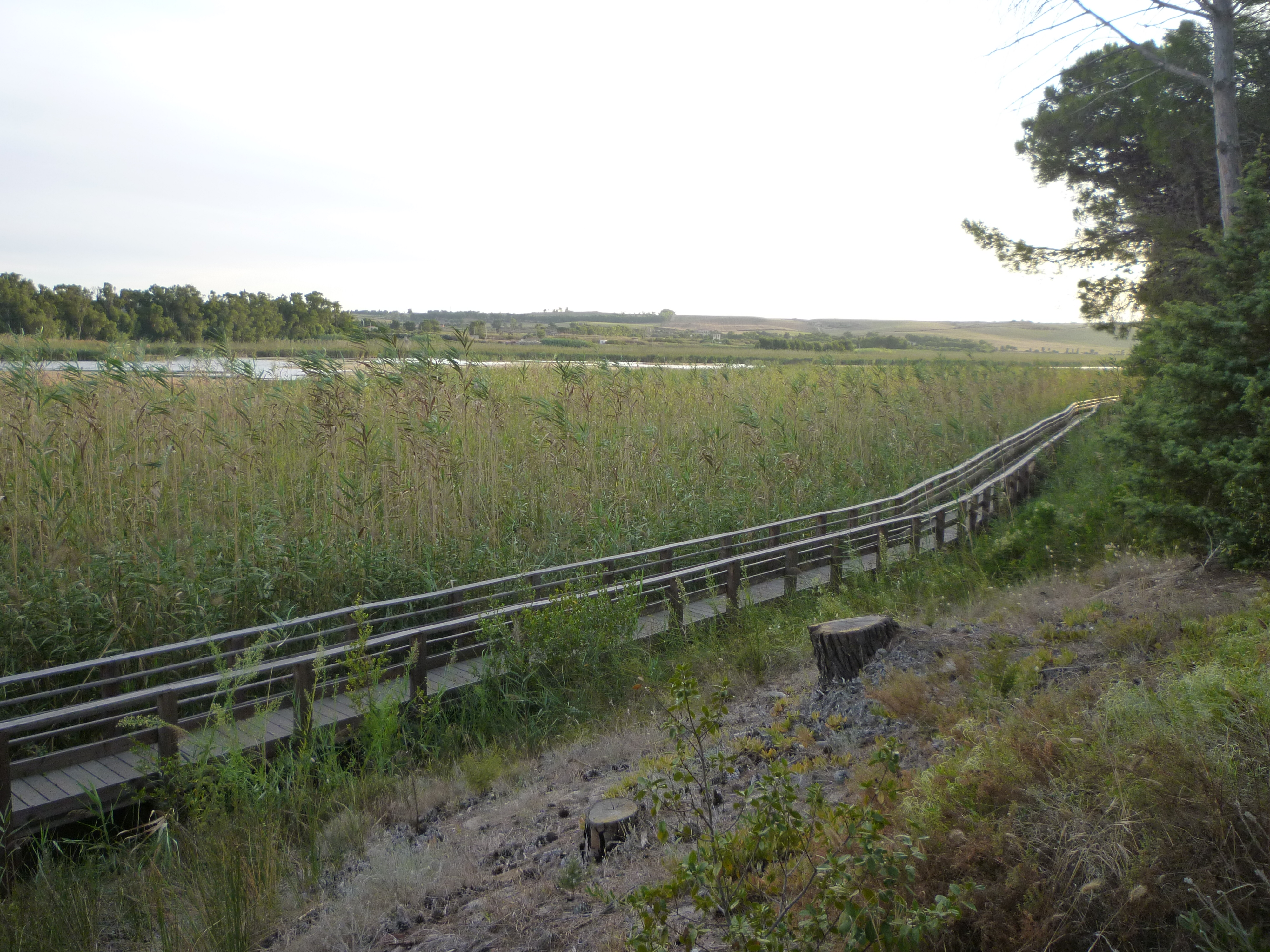
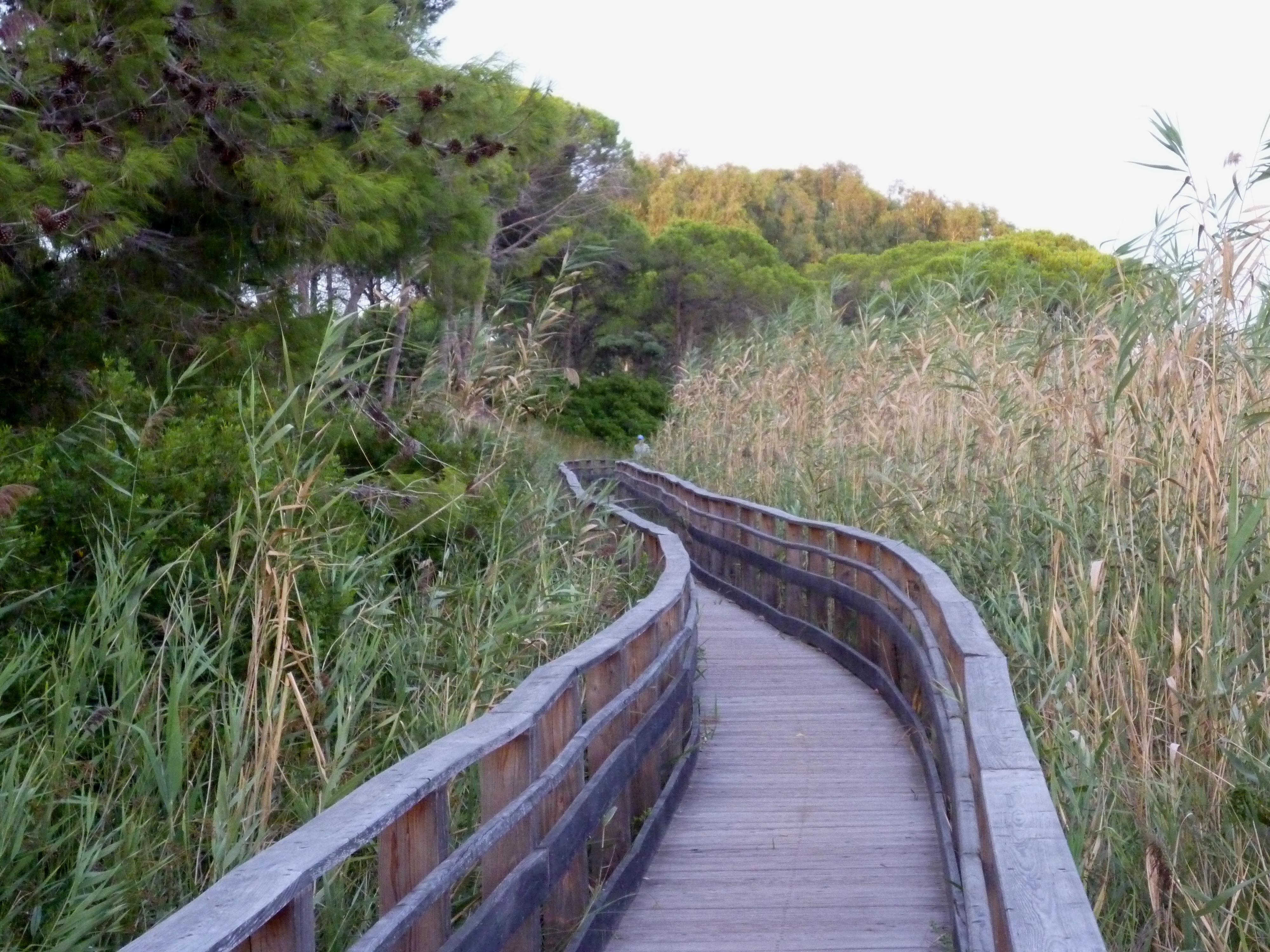
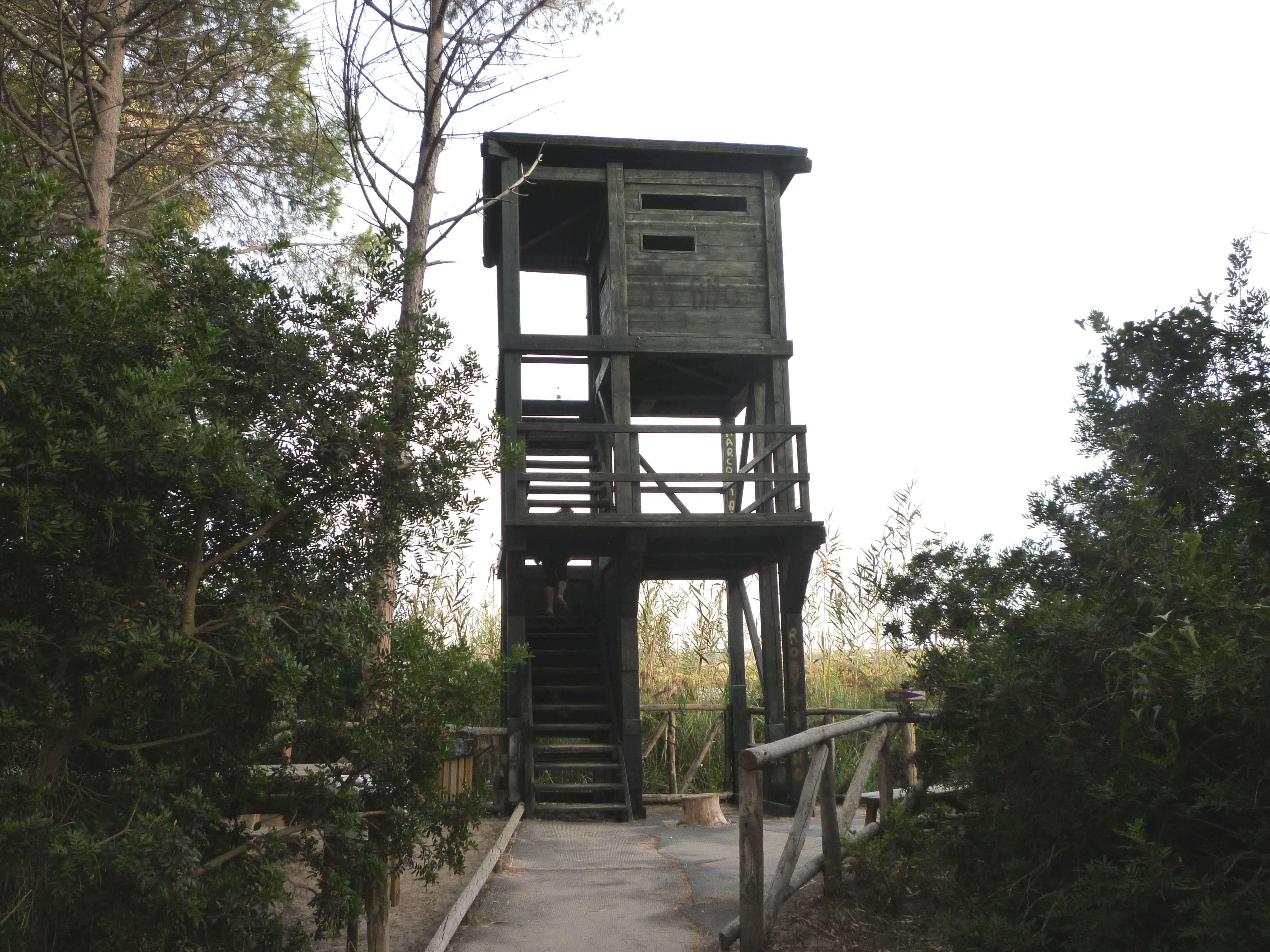
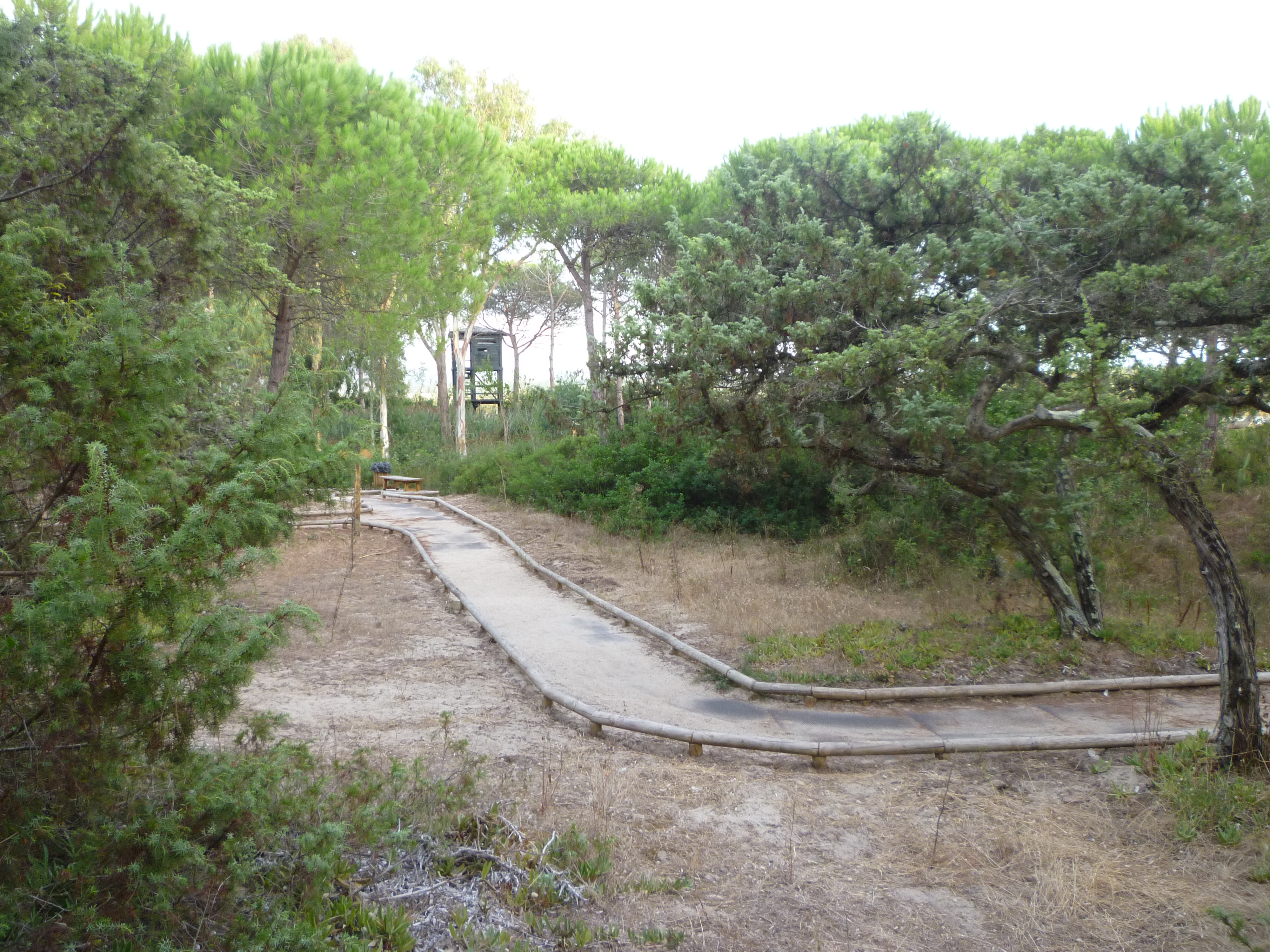
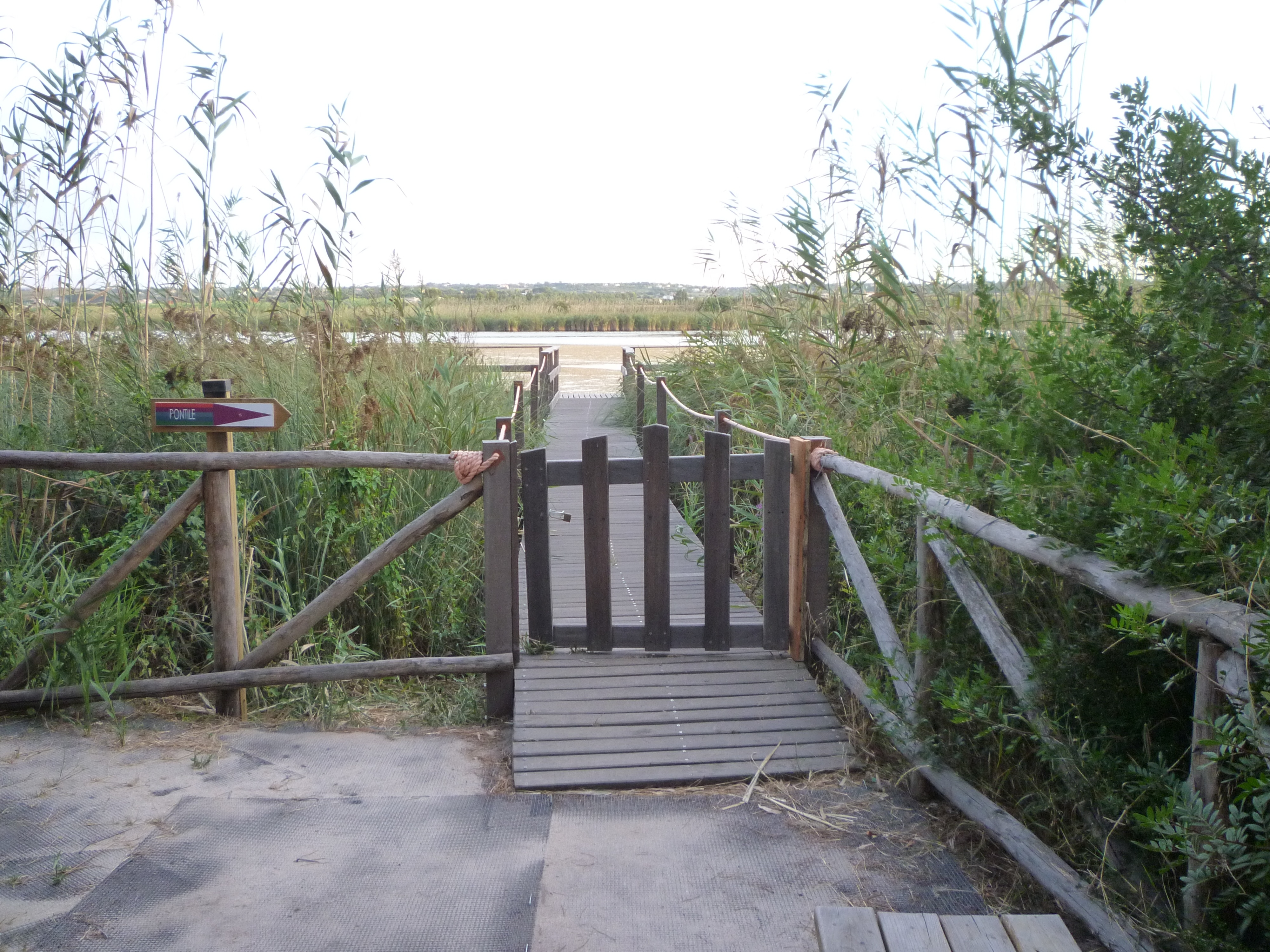

## La fauna

### Avifauna migratoria / Ospiti regolari di interesse comunitario (1994-98)
| - Airone bianco maggiore - Airone rosso - Averla piccola - Avocetta - Beccapesci - Calandrella - Calandro - Cavaliere d'Italia - Combattente - Cormorano - Falco di palude - Falco pescatore - Fenicottero - Forapaglie castagnolo - Fraticello - Gabbiano roseo - Garzetta | - Magnanina - Martin pescatore - Mignattaio - Mignattino piombato - Mignattino - Moretta tabaccata - Nitticora - Pellegrino - Pettazzurro - Piro piro boschereccio - Schiribilla - Sgarza ciuffetto - Spatola - Sterna comune - Tarabusino - Tarabuso - Voltolino |

### Vertebrati riproducentisi di interesse comunitario (1994-98)
| Anfibi: - Discoglosso sardo (N-prob.) - Raganella sarda - Rospo smeraldino | Rettili: - Biacco - Gongilo ocellato - Lucertola campestre - Testuggine comune - Testuggine d'acqua | Uccelli: - Airone rosso - Calandro - Falco di palude - Martin pescatore (N-prob.) - Moretta tabaccata (N-poss.) - Pollo sultano - Tarabusino (N-poss.) |